# NGC 2365
NGC 2365 is een balkspiraalstelsel in het sterrenbeeld Tweelingen. Het hemelobject werd op 10 november 1864 ontdekt door de Duitse astronoom Albert Marth.

## Ecliptica
Het stelsel NGC 2365 bevindt zich op de Ecliptica, en behoort daarmee tot de extragalactische objecten die regelmatig, vanaf de Aarde gezien, door de Maan en door de planeten in het Zonnestelsel kunnen worden bedekt of in hun nabijheid kunnen komen. NGC 2365 is een halve graad oostwaarts van de dubbelster δ Geminorum (Wasat) te vinden.

## Synoniemen
- UGC 3821
- MCG 4-18-8
- ZWG 117.20
- PGC 20838